# باتريك زالومون
باتريك زالومون (بالألمانية: Patrick Salomon)‏ (10 يونيو 1988 بفيينا في النمسا - ) هو لاعب كرة قدم نمساوي في مركز الوسط. شارك مع منتخب النمسا تحت 21 سنة لكرة القدم. أما مع النوادي، فقد لعب مع أوستريا فيينا ونادي رايندورف آلتاخ ونادي فلوريدسدورفر ‏ وSC Austria Lustenau ‏.

## وصلات خارجية
- باتريك زالومون على موقع قاعدة بيانات كرة القدم.إي يو (الإنجليزية)
- باتريك زالومون على موقع Soccerway.com (الإنجليزية)
- باتريك زالومون على موقع عالم كرة القدم.نت (الإنجليزية)